# Julius Kade
Julius Kade (* 20. Mai 1999 in Berlin) ist ein deutscher Fußballspieler, der auf der Position des offensiven Mittelfeldspielers eingesetzt wird. Er steht seit Juli 2024 beim FC Emmen unter Vertrag.

## Vereinskarriere
Julius Kade spielte in der Jugend zunächst bei den Sportfreunden Kladow, bevor er 2008 in das Nachwuchsleistungszentrum von Hertha BSC wechselte.
Sein Bundesligadebüt für die Hertha gab Kade als A-Jugendlicher unter Pál Dárdai am 5. April 2017 bei der 0:1-Auswärtsniederlage gegen Borussia Mönchengladbach, als er in der Schlussphase eingewechselt wurde. Nach Lennart Hartmann war er damit der zweitjüngste Bundesligaspieler von Hertha BSC in der Vereinsgeschichte. In den Spielzeiten 2016/17 und 2017/18, seinen letzten beiden Jugendjahren, kam Kade hauptsächlich in der A-Junioren-Bundesliga zum Einsatz. In der Saison 2017/18 wurde er mit seinem Team zunächst Meister der Staffel Nord/Nordost und in der anschließenden Endrunde deutscher Meister. Kade kam in der regulären Saison auf 18 Einsätze, in denen er acht Tore erzielte, sowie zu drei Einsätzen in der Endrunde. Bei den Profis kam er einmal in der UEFA Europa League zum Einsatz. In der Saison 2018/19 spielte Kade im Bundesligakader keine Rolle und kam in der zweiten Mannschaft in der viertklassigen Regionalliga Nordost zum Einsatz, für die er bereits seit März 2017 einige Male gespielt hatte.
Zur Saison 2019/20 wechselte Kade zum Stadtrivalen 1. FC Union Berlin. Er erhielt beim Bundesliga-Aufsteiger einen Vertrag bis zum 30. Juni 2021, kam in der Saison aber zu keinem Pflichtspieleinsatz. Daraufhin wechselte er zur Saison 2020/21 zum Drittligisten Dynamo Dresden, wo er einen Vertrag bis 2023 unterschrieb. Der 1. FC Union Berlin sicherte sich dabei eine Rückkaufoption. Diese zogen die Berliner im Sommer 2021 zunächst, Kade wechselte aber bereits Ende Juli 2021 zurück nach Dresden. Dort unterzeichnete er einen bis 2024 gültigen Vertrag.
Anfang August 2023 wechselte er zum Zweitligaaufsteiger SV Wehen Wiesbaden.
Nach dem Abstieg in die 3. Liga im Mai 2024 verließ er Wiesbaden und schloss sich zur Spielzeit 2024/25 dem FC Emmen an.

## Nationalmannschaft
Julius Kade absolvierte mehrere Länderspiele für deutsche Nachwuchsnationalmannschaften.

## Privates
Julius Kades jüngerer Bruder Anton (* 2004) ist ebenfalls Fußballprofi und steht beim FC Basel unter Vertrag.

## Titel und Auszeichnungen
- Deutscher A-Junioren-Meister: 2018
- A-Junioren-Meister der Staffel Nord/Nordost: 2018